# سیارک ۸۰۲

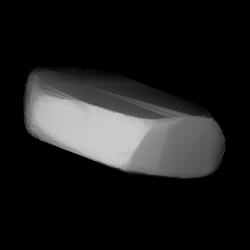
تصویر سیارک

سیارک ۸۰۲ (به انگلیسی: 802 Epyaxa، نامگذاری:1915WR) هشتصد و دومین سیارک کشف شده‌است که در ۲۰ مارس ۱۹۱۵ و در هایدلبرگ کشف شد.
قدر مطلق سیارک برابر ۱۲٫۶۰ است.